# Deucalion (algue)
Genre
Deucalion est un genre d’algues rouges de la famille des Wrangeliaceae.

## Liste d'espèces
Selon AlgaeBase (3 février 2019) et World Register of Marine Species (3 février 2019) :
- Deucalion levringii (Lindauer) Huisman & Kraft, 1982 (espèce type)